# Ave verum corpus (Mozart)
Ave verum corpus (Kính lạy Mình Thánh thật), K. 618 là bản thánh ca nhỏ cung Rê trưởng của nhà soạn nhạc người Áo Wolfgang Amadeus Mozart. Tác phẩm được viết từ mùa hè năm 1791, ngay trước khi ông bắt đầu viết Requiem. Nó được sáng tác trong thời gian rất ngắn để dùng làm âm nhạc cho lễ Corpus Christi tại Nhà thờ Saint Stephen ở Baden. Mặc dù chỉ có 46 ô nhịp, bài thánh ca nhỏ nhắn này vẫn kết hợp được tính nghiêm trang với tính đơn giản đến lạ thường, và đây có lẽ là một sự thể hiện rất tiêu biểu cho"tính đơn giản"kỳ diệu trong tác phẩm của Mozart, thiên tài âm nhạc có một không hai.